# Pennilabium luzonense
Pennilabium luzonense là một loài thực vật có hoa trong họ Lan. Loài này được (Ames) Garay mô tả khoa học đầu tiên năm 1972.